# Brslen bradavičnatý
Brslen bradavičnatý (Euonymus verrucosus) je jedovatý, opadavý, hustý keř dosahující výšky 3, výjimečně až 5 metrů. Je to jeden ze dvou druhů rodu brslen rostoucích v České republice.

## Výskyt
Rostlina střední a východní Evropy a z části i Asie. Západní hranice areálu rozšíření vede přes Rakousko, východ České republiky a Polsko, severní hranice jižním a východním pobřežím Baltského moře, jižní Balkánským poloostrovem a na východě sahá přes Ural a Kavkaz až na Dálný východ. V České republice se vyskytuje ve větším počtu pouze na jihu Moravy a ostrůvkovitě severněji u Hranic, Zábřehu a Hlučína. Na jihozápadě Moravy roste řídce v údolích okolo Dyje, Jihlavy, Oslavy a Svratky, zasahuje téměř až k Jihlavě.
Roste nejčastěji na humózních, lehčích půdách s neutrálním až vápencovým podkladem, na výhřevných i slabě zastíněných vysýchavých místech, jako jsou podrosty světlých listnatých lesů, slunné svahy porostlé křovinami a teplá, chráněná údolí. Vyskytuje se v teplomilných společenstvech třídy Querco–Fagetea.

## Popis
Opadavý, hustě větvený keř dorůstající do výše od 2 do 5 m s poměrně mělkým vláknitým kořenovým systémem. Oblé větve, mající z počátku zelenou a později hnědou barvu, jsou hustě pokryty hnědými až černými "bradavicemi"; jsou to korkové lenticely (průduchy), kterými může proudit vzduch z vnitřního pletiva. Staré větve stojící téměř svisle mají kůru šedou a jemně rozpraskanou. Listové pupeny jsou špičaté, 2 až 4 mm dlouhé, lysé. Vstřícně vyrůstající listy na vstřícně rostoucích větvičkách mají krátký chlupatý řapík, jejich čepele jsou dlouhé 2 až 6 cm a široké 0,5 až 3,5 cm. Jsou eliptického až vejčitého tvaru, na bázi jsou klínovité až oblé a u vrcholu špičaté, po obvodě vroubkovaně pilovité. Na svrchní straně jsou listy zelené, na spodní šedozelené a jemně chlupaté, na podzim se zářivě zbarvují do růžova až oranžova.
Poměrně nenápadné, čtyřčetné, ploché, vonné (zapáchající) květy o průměru 5 až 8 mm rostou na rozestálých tenkých stopkách dlouhých od 2 do 5 cm. Tvoří 3 až 5květý vidlan vyrůstající z úžlabí listů po celé délce větviček. Drobné kališní lístky mají ledvinovitý tvar a na okrajích jsou chlupaté. Okrouhlé korunní plátky široce rozprostřené mají barvu žluto-zelenou a jsou hustě červenavě tečkované, takže vypadají jako nahnědlé. Ze zduřeného květního terče vyrůstají čtyři tyčinky s prašníky a jednoduchá čnělka s bliznou. Z terče také vystupuje 4pouzdrý semeník tvořený 4 plodolisty, v každém pouzdru je po 2 vajíčkách. Protandrické květy jsou nejčastěji oboupohlavné, řidčeji jen samčí (zakrslý pestík) nebo jen samičí (zakrslé tyčinky).

## Rozmnožování
Květy rozkvétají v květnu až červnu (asi ze 40 % v noci), opyluje je hmyz s krátkým sosákem (převážně mouchy), který saje nektar vylučovaný v terči. Plody jsou čtyřhranné, zaoblené, 4pouzdré, lysé tobolky asi 6 až 12 mm široké. V každém pouzdře je po dozrání černé semeno z poloviny obalené žlutooranžovým míškem. Zralá tobolka puká na hřbetě a semena po 7 až 10 dnů visí na zvláštním vláknu a lákají ptáky. Plody dozrávají v srpnu až září; pouze z asi 3 % květů se vyvinou plody.

## Jedovatost
Tato rostlina je téměř celá jedovatá, hlavně kůra větví, kořeny i nechutné plody; všechny tato části obsahují mj. glykosid evonymin ze skupiny náprstníkových glykosidů. Otravy, zaznamenané především u dětí, se projevují podrážděním zažívacího ústrojí, zvracením, studeným potem, průjmem a slabým účinkem na srdce.

## Význam
V minulostí se ze semen lisoval olej na svícení a k výrobě mýdel, z kůry kořenů se získával latex pro výrobu pryže a lesklé žluté dřevo se používalo k drobným řezbářským pracím. V současnosti se brslen bradavičnatý vysazuje v omezené míře; pro nádherně vybarvené podzimní listy a dekorativní plody jako okrasná dřevina do parků a protože snáší sestřihování, i do živých plotů. Často zplaňuje.

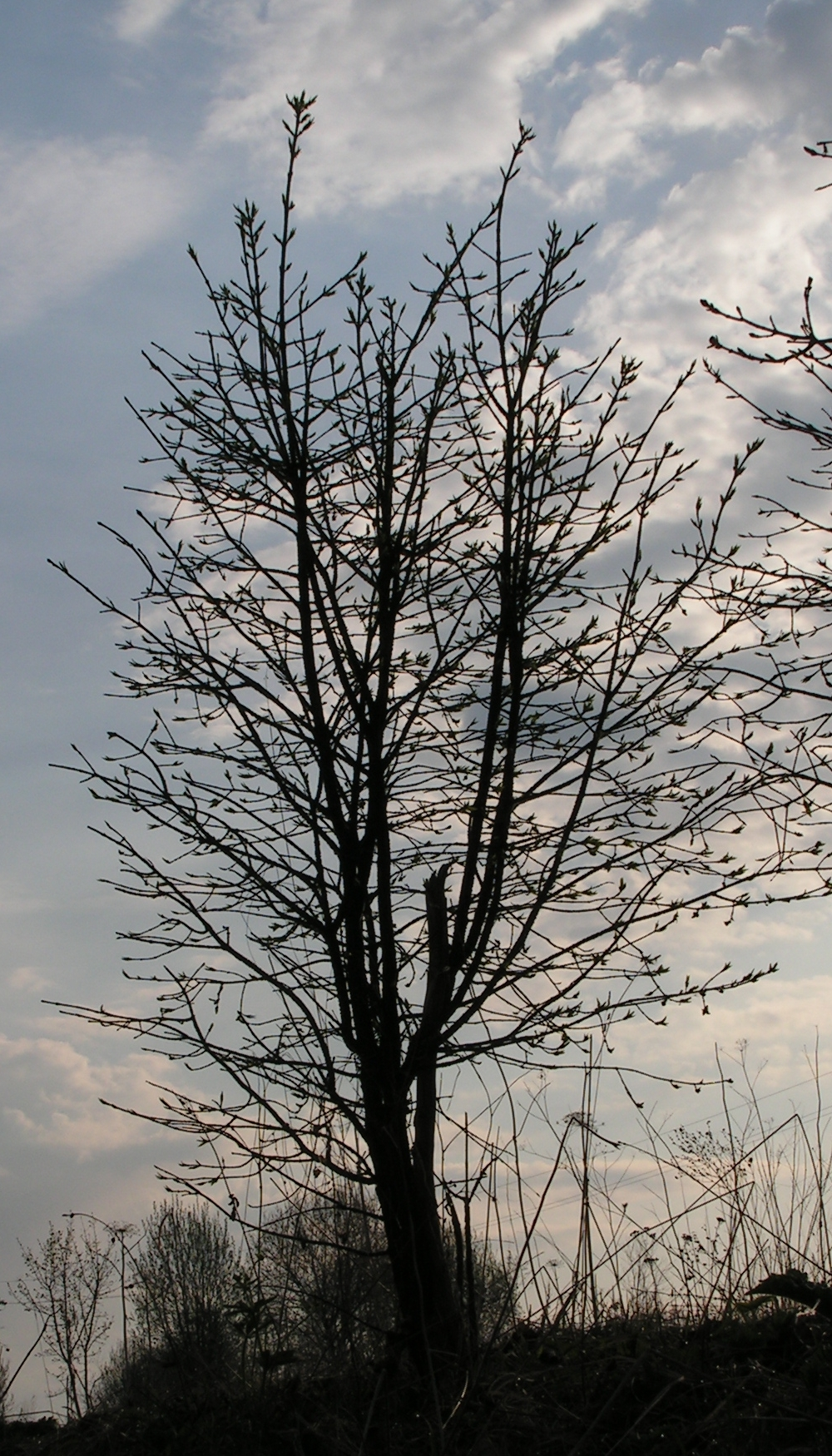
Před olistěním
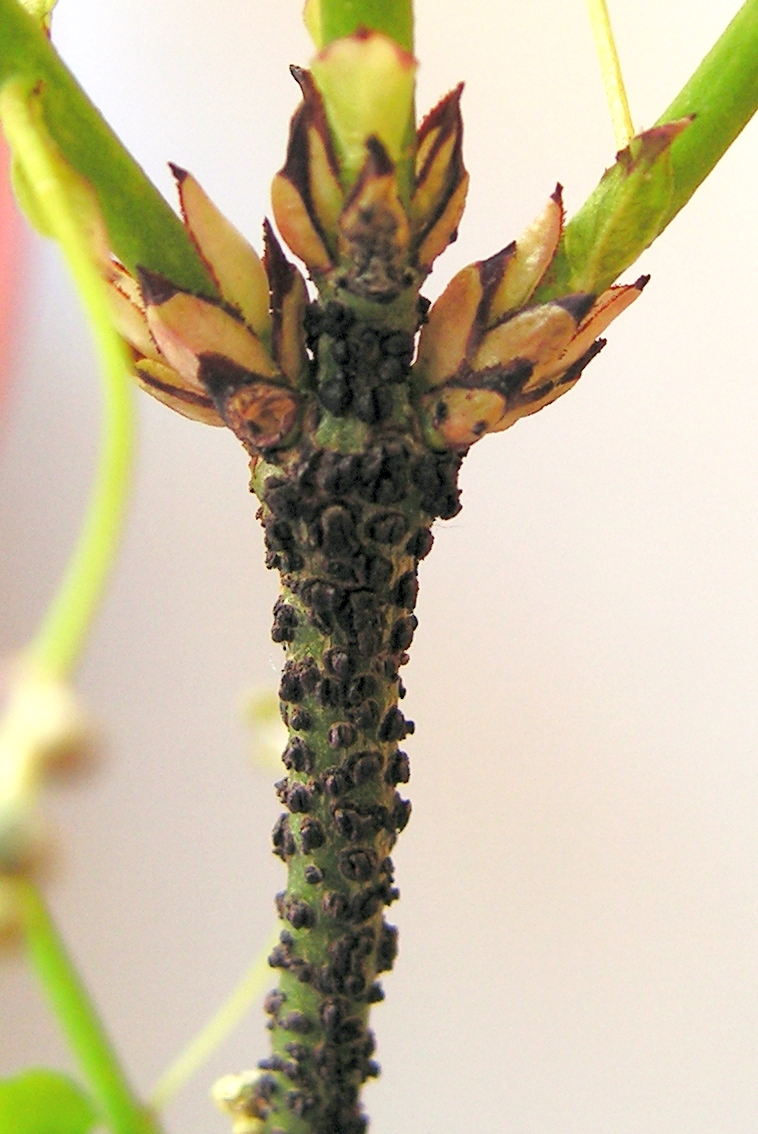
Lenticely (bradavice)
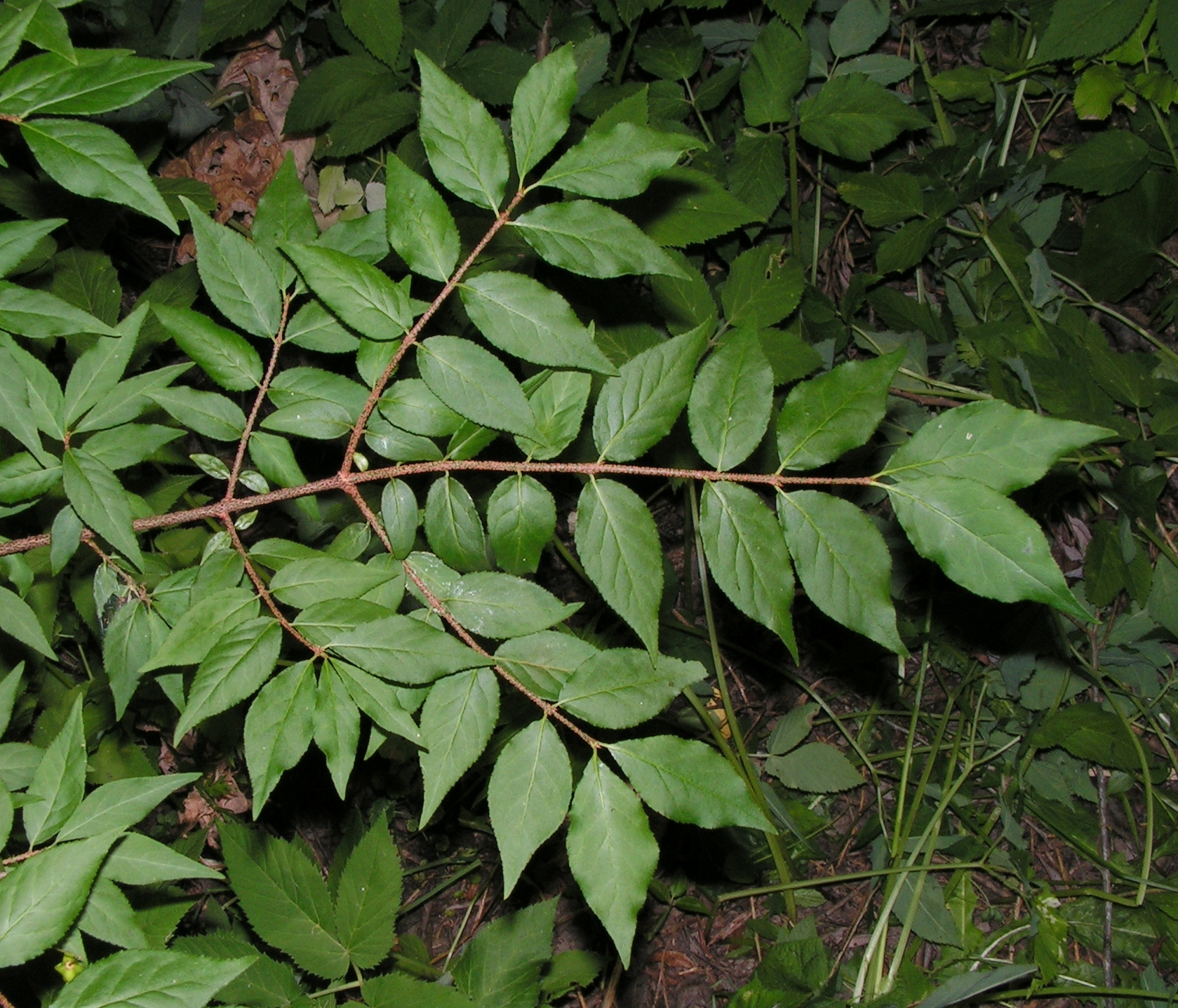
Listy
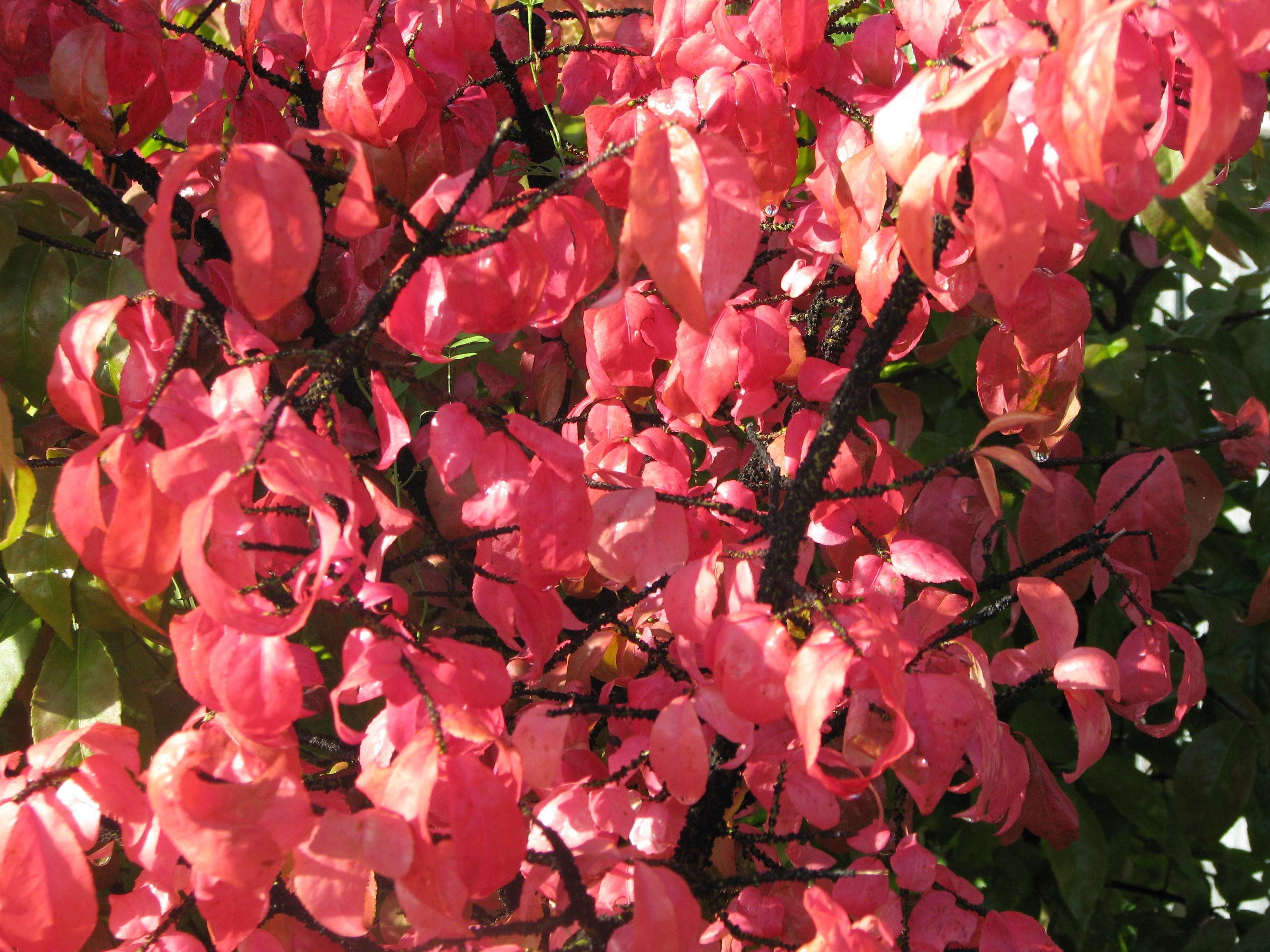
Podzimní listy
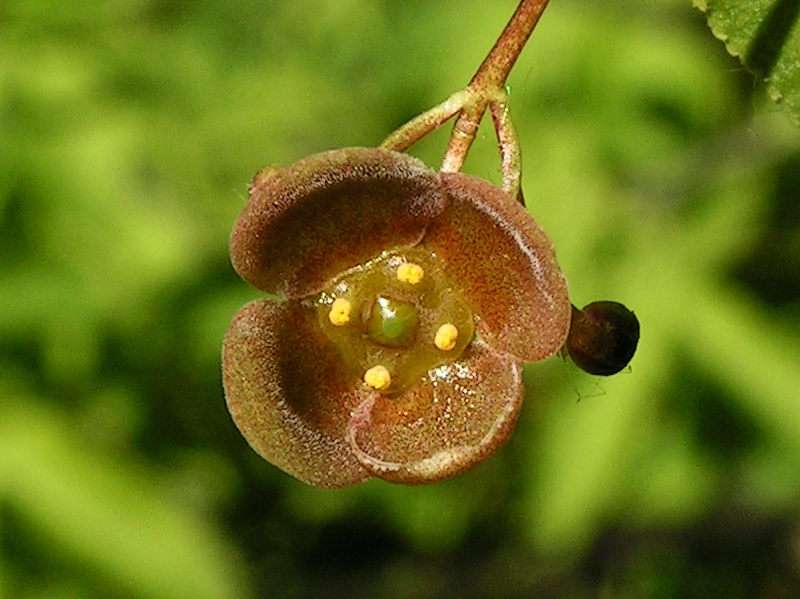
Květ
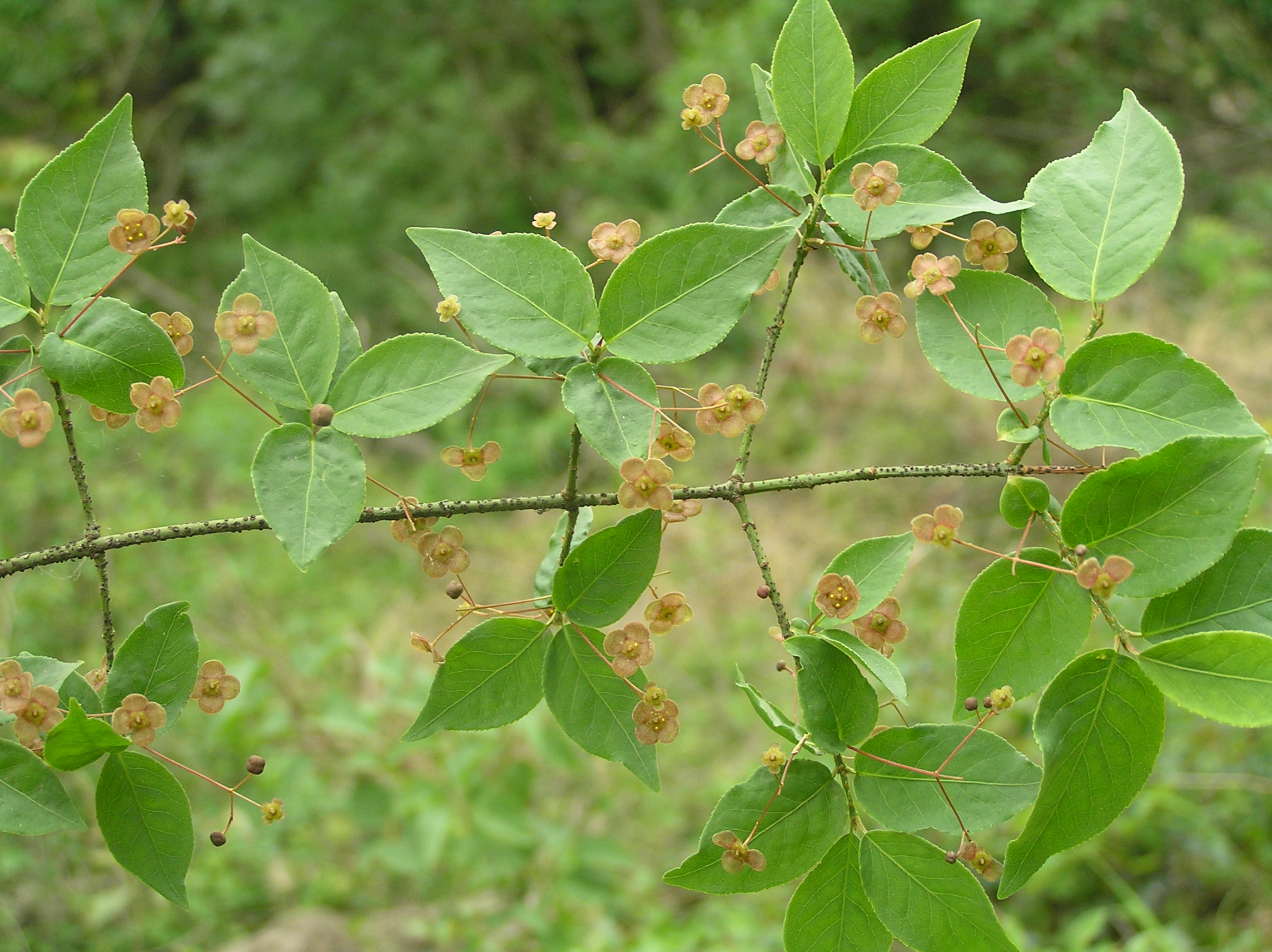
Květenství
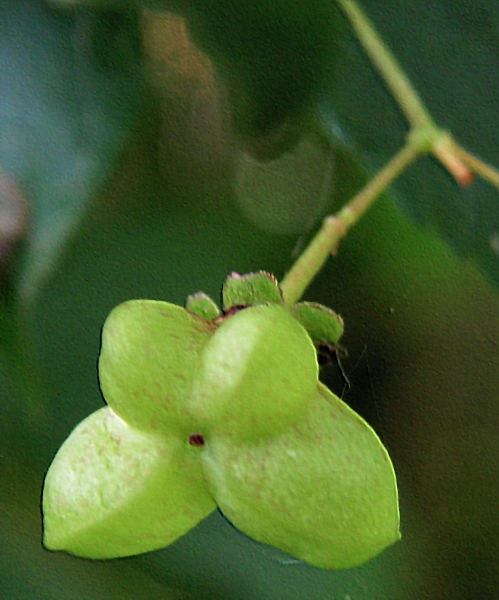
Nezralé plody
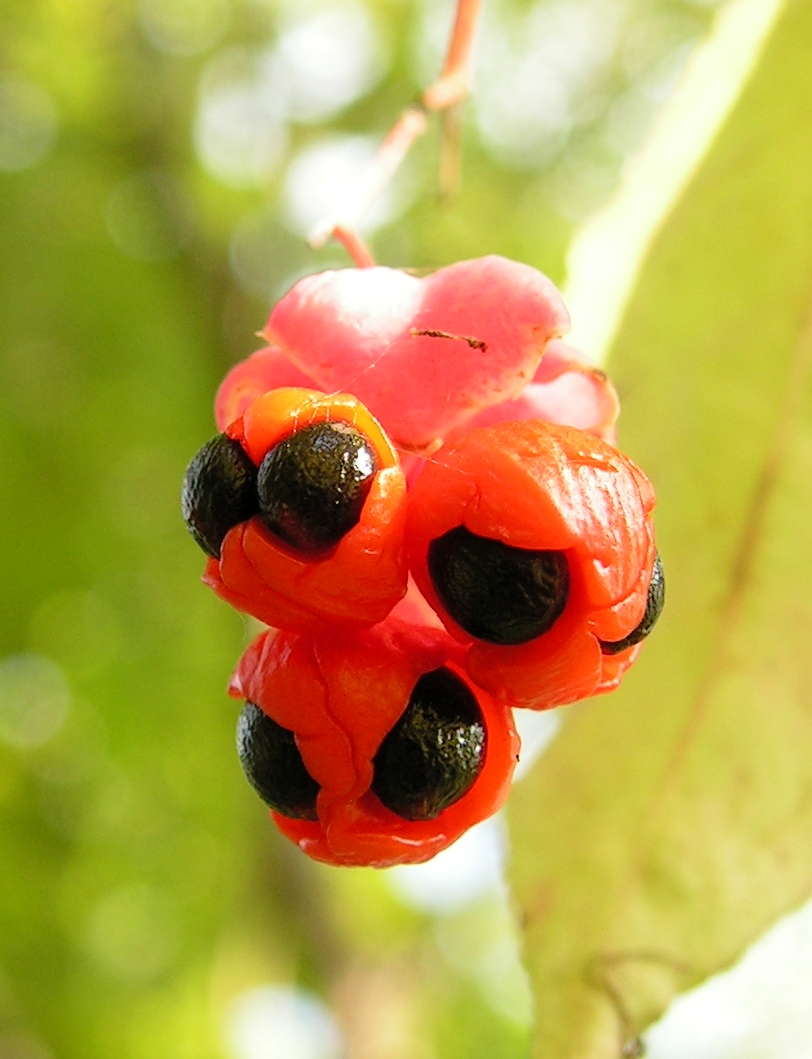
Zralá semena v míšku